# Frycz Olszewski
Frycz Olszewski (ur. na początku XIX wieku na Mazurach, zmarł. po 1876 roku w Różyńsku). Jeden z pierwszych ludowych poetów nie tylko mazurskich ale i polskich. Pisał wiersze i korespondencje, drukowane później w „Przyjacielu Ludu Łeckim” w Ełku a także w kalendarzach wydawanych przez Marcina Giersza. Jego utwory miały charakter religijno-moralizatorski. W roku 1833 napisał utwór balladowy Pieśń o zamordowaniu trojga dziatek w mieście Janśborku 16 maja r. 1830 przez ich własną matkę....
Z zawodu rolnik.